# Ferdinando del Cairo
Ferdinando del Cairo, né en 1665 à Casale Monferrato dans la province d'Alexandrie (Piémont) et mort le 24 octobre 1743 à Brescia, est un peintre italien baroque, actif à la fin du XVIIe et au début du XVIIIe siècle.

## Biographie
Né à Casale Monferrato, Ferdinando del Cairo a appris les premiers rudiments auprès de son père, un artiste inconnu. Il est ensuite devenu élève de Marcantonio Franceschini à Bologne. 
Ses peintures s'inspirent de sujets historiques. Il a collaboré avec Giacinto Garofalini pour la décoration du plafond de l'église de Sant'Antonio à Brescia. Il avait un frère aîné, Giuseppe (ou Guglielmo) (1656-1682). 